# Der Kalif Al-Mutawakkil und die Sklavin des al-Fath ibn Chakan
Der Kalif Al-Mutawakkil und die Sklavin des al-Fath ibn Chakan, bzw. Al-Mutawakkil und al-Fath ibn Chakan ist eine Kurzgeschichte aus den Märchen aus Tausendundeiner Nacht. Sie wird in der Arabian Nights Encyclopedia als ANE 150 gelistet (→ Tausendundeine Nacht – Liste der Geschichten).
Die Erzählung berichtet vom zehnten Abbasiden-Kalifen al-Mutawakkil, der durch die Arznei des Weins und des Sex von einer Krankheit geheilt wird.

## Handlung
Einst musste der Kalif al-Mutawakkil eine Arznei nehmen; die Menschen nahmen Anteil an seinem Schicksal und schickten ihm Kostbarkeiten und Geschenke. Al-Fath ibn Chakan sandte dem Kalifen eine jungfräuliche Sklavin, die zu den schönsten Mädchen ihrer Zeit gehörte und ein Kristallgefäß mit rotem Wein und einem Becher von rotem Golde bei sich trug, auf dem in schwarzen Buchstaben stand:
„Wenn der Imam der Krankheit nun entrann, und Heilung und Gesundheit sich gewann, so kann für ihn kein bessrer Heiltrank sein, als hier hier in diesem Becher dieser Wein. Wenn er das Siegel löst von meiner Gabe, so ist das nach der Krankheit schönste Labe.“
Als die Sklavin mit ihren Gaben beim Kalifen eintraf, war der Arzt Juhanna anwesend. Als er den Text auf dem Becher las, lächelte er und erklärte, dass sich al-Fath ibn Chakan besser als er auf die Heilkunst verstehe. Der Kalif wurde wieder gesund und seine Wünsche erfüllten sich.

## Hintergrund
In der Geschichte werden Alkohol und Sex als beste Mittel gegen eine Krankheit propagiert. Die Erzählung findet sich sowohl in den ägyptischen Handschriften (Bulaq I), als auch in den meisten frühen arabischen Druckausgaben des 19. Jahrhunderts, darunter die Breslauer Ausgabe. Die Kalkutta-II-Edition wurde von Richard Francis Burton und Enno Littmann für ihre Sammlungen genutzt.

## Ausgaben
- Richard Francis Burton: Arabian Nights, Burton Club, 1900 (Erstausgabe 1885–1888), Band 5, S. 153f.
- Enno Littmann: Die Erzählungen aus den tausendundein Nächten, Insel Verlag, Frankfurt 1968, Band 3, S. 578f.